# ГАЕС Копс II
ГАЕС Копс І — гідроелектростанція на крайньому заході Австрії в провінції Форарльберг, споруджена в долині Монтафон, через яку протікає річка Ілль (права притока Рейну).
Наприкінці 1960-х років біля Партенена в долині Монтафон спорудили ГЕС Копс І, яка використовує водосховище Копсзе об'ємом 42,3 млн м3. Останнє створене арковою греблею заввишки 122 метри та завдовжки 400 метрів та поповнюється як за рахунок сточища Вербеллабаху (притока Ілля), так і шляхом деривації із долини річки Трісанна (через Інн належить до басейну Дунаю). На початку 21-го століття збільшення попиту на акумуляцію енергії у зв'язку із розвитком відновлюваної енергетики призвело до спорудження в Австрії цілого ряду нових ГАЕС на основі існуючих гідровузлів (наприклад, Фельдзеє, Лімберг ІІ, Рейссек ІІ). Подібним проєктом стала і ГАЕС Копс ІІ, введена в експлуатацію у 2008 році. Для роботи у турбінному режимі вона використовує ресурс із водосховища Копсзе, тоді як в процесі гідроакумуляції перекачує до нього воду із нижнього балансуючого резервуару, створеного в долині Ілля. Із зазначеного нижнього резервуару вода також може подаватись через дериваційний тунель до групи електростанцій Родунд, розташованої нижче по долині Монтафон.
Від Копсзе до машинного залу прокладено тунель завдовжки 5,5 км та діаметром 4,9 метра, який переходить у напірний водовід завдовжки 1,2 км та діаметром 3,8 метра. Така схема забезпечує напір у 818 метрів, що дещо більше ніж у Копс І за рахунок розташування Копс ІІ нижче по долині Ілля.
Машинний зал споруджений у підземному виконанні та має розміри 88х30,5 метра та 60,5 метра у висоту. Він обладнаний трьома гідроагрегатами, кожен з яких включає турбіну типу Пелтон, мотор-генератор та насос. Загальна потужність агрегатів у турбінному режимі становить 525 МВт, у насосному 480 МВт. З певних технічних міркувань трансформаторне обладнання також розташоване під землею неподалік від гідроагрегатів.
Видача електроенергії відбувається по ЛЕП, що працює під напругою 220 кВ.